# Bérenger Frédol l'Ancien
Pour les articles homonymes, voir Frédol.
Ne doit pas être confondu avec Bérenger Frédol le Jeune.
Bérenger Frédol (Frézouls) l'Ancien est un cardinal français, né vers 1250 au château de Lavérune en Languedoc dans l'actuel département de l'Hérault et mort le  11 juin 1323 à Avignon. Il est un neveu du pape Clément V et l'oncle du cardinal Bérenger Frédol le Jeune.

## Repères biographiques
Bérenger de Frédol est chanoine et sous-chantre au chapitre de Béziers et y est abbé de Saint-Aphrodise. Il est chanoine au chapitre de Narbonne, archidiacre de Corbières, chanoine à Aix et professeur à l'université de Bologne. Pendant le pontificat de Clément V, il est vicaire de Rome. Il est élu évêque de Béziers en 1294. Comme évêque, de Frédol est chargé par le pape avec la compilation du Liber Sextus des décrets et il est auditeur de la rote romaine.
Bérenger de Frédol est créé cardinal par le pape Clément V lors du consistoire du 15 décembre 1305. Le cardinal de Frédol est nommé grand pénitencier en 1306 et intervient dans le procès de l'ordre du Temple.
Il participe au conclave de 1314-1316, à la fin duquel Jean XXII est élu. Frédol est nommé doyen du Collège des cardinaux en 1321.

## Publications
- Eugène Vernay (éditeur scientifique), Le « Liber de excommunicacionne » du cardinal Bérenger Frédol, Paris, Librairie nouvelle de droit et de jurisprudence Arthur Rousseau, 1912 (lire en ligne) [autre version]

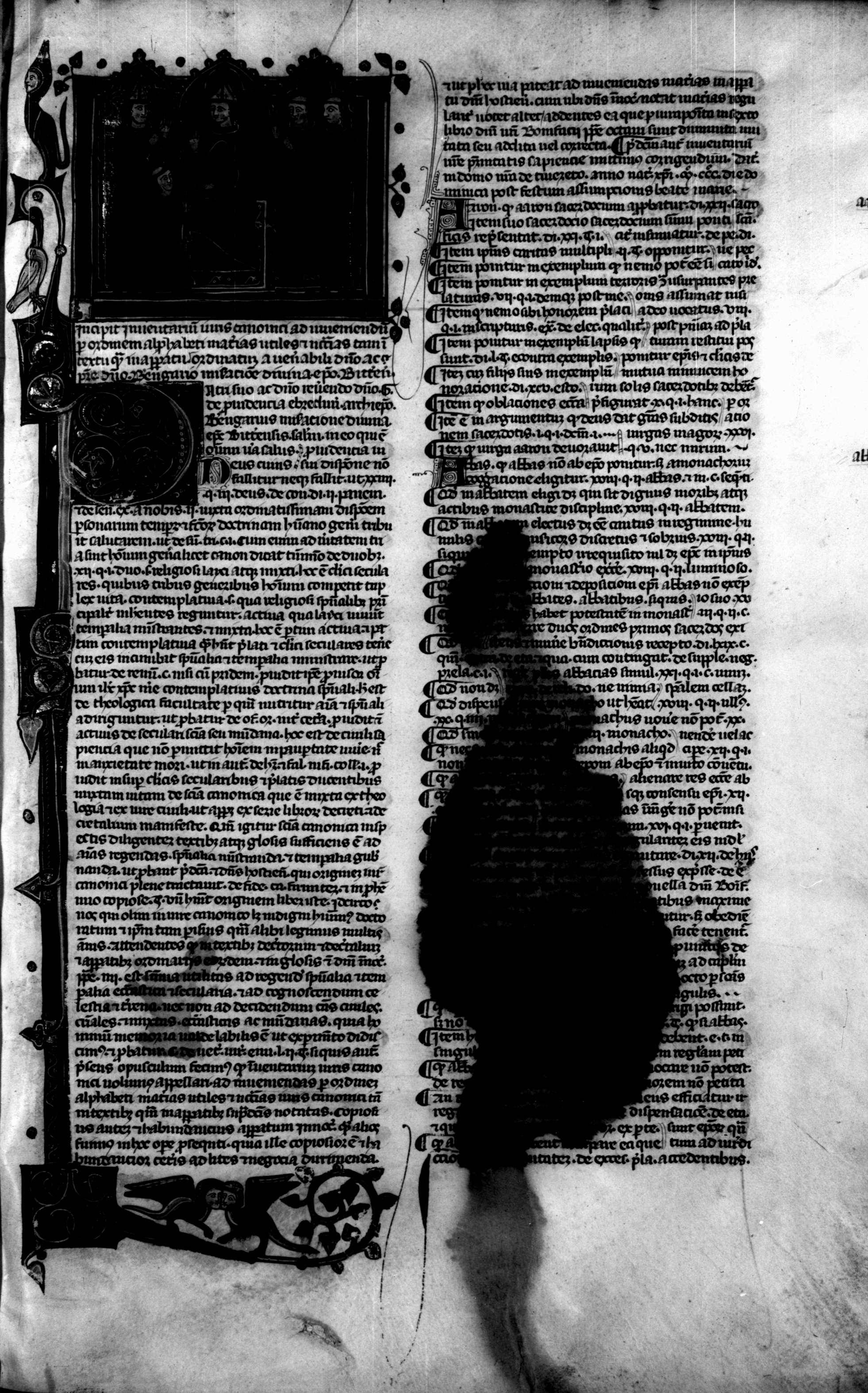
Tractatus de absolutionis cautela et de excommunicatione, manuscript, 14th century